# Peter Mark Lundberg
Peter Mark Lundberg (født i 1984 i Hvidovre og opvokset i Svinninge nær Holbæk) er en af landets markante meningsdannere i kunst- og kulturlivet. Han er nuværende direktør for Dansk Teater og bestyrelsesleder i Dansk Kulturliv, som er en alliance mellem kulturlivets syv største brancheforeninger. Han har en baggrund, der spænder bredt indenfor kunst og kultur, politisk kommunikation og ledelse.

## Tidligt liv og uddannelse
En del af Peter Mark Lundbergs drivkraft kommer af en opvækst i en lille by, hvor sport var mere fremtrædende end kunst og kultur. Han har læst retorik ved Københavns Universitet (ikke færdiggjort) og har en uddannelse i medieproduktion og ledelse fra Danmarks Medie- og Journalisthøjskole i 2009. I 2020 diplom i offentlig ledelse.

## Karriere
Lundbergs karriere tog sit første store spring i politik, hvor han bl.a. var kampagnechef i Det Konservative Folkeparti. Hans passion for kunst og kultur førte ham herefter til Høje-Taastrup Kommune, hvor han fra 2015 var chef for en række kulturhuse, biblioteker og Taastrup Teater & Musikhus. 
Den 1. maj 2020 markerede begyndelsen på et nyt kapitel i Lundbergs karriere, da han tiltrådte stillingen som direktør for branche- og arbejdsgiverforeningen Dansk Teater. 
Peter Mark Lundberg har siddet i en lang række bestyrelser i fonde, selvejede institutioner og foreninger, bl.a. Bycykelfonden, N.F. Jensens Mindefond, Dansk Kulturliv, Teatercentrum, Scenit, Dansk Teater 300 år, Copenhagen Music m.fl.

## Vision og bidrag
Som direktør for Dansk Teater står Lundberg i spidsen for en organisation med 86 medlemsteatre og markerede sig i scenekunstbranchen som en samlende person under coronapandemien. Han var initiativtageren til at samle kulturlivets mere end 1100 virksomheder og institutioner i organisationen Dansk Kulturliv, hvor Lundberg tillige er bestyrelsesleder i dag. Han ser det som sin opgave at fremme dansk kulturliv ved at skabe sammenhæng og fællesskab mellem de forskelligartede stemmer i kultursektoren.